# 英國運輸部
運輸部（簡稱）是一個英國內閣部門，負責制定有關英格蘭對外對內的海、陸、空交通，以及權力下放範圍以外的蘇格蘭、威爾斯、及北愛爾蘭的有限度運輸政策範疇。
該部門由運輸大臣領導，並由一名國務大臣、三名政務次官及多名高級公務員支援。現任大臣為艾凱迪。

## 歷史
部門起源
- 1919年，運輸部（Ministry of Transport）成立。
- 1941年，運輸部合并船務部（Ministry of Shipping）並改名為戰爭運輸部（Ministry of War Transport）。
- 1945年，政府恢復（Ministry of Transport）原英文名稱。
- 1953年，運輸及民航部（Ministry of Transport and Civil Aviation）成立。
- 1959年，再重用（Ministry of Transport）名稱。
- 1970年，運輸事務歸入英國環境部（Department for the Environment）範疇。
- 1976年，運輸部復出並改稱（Department of Transport）。
- 1979年，運輸部由Department改為Ministry。
- 1981年，名稱還回Department of Transport。
- 1997年，環境、運輸及地區事務部（Department for the Environment, Transport and the Regions）成立。
- 2001年，環境部門獨立，改名稱為運輸、地方政府地區事務部（Department for Transport, Local Government and the Regions）成立。
- 2002年，運輸部（Department for Transport）成立至今。

"Ministry of Transport"的英文名稱因約定俗成原故而繼續，可在年度車輛檢驗（MOT test）常見。

### 權力下放
按照英國的權力下放安排，各個構成國政府有權自行制定運輸政策。重要保留和例外的運輸事項仍然會由運輸部處理，包括：
| 苏格兰                                                                  | [ 5 ]                                                                          | 北愛爾蘭          |
| ----------------------------------------------------------------------- | ------------------------------------------------------------------------------ | ----------------- |
| - 航空運輸 - 導航 - 航運 - 駕駛及車輪認證 - 跨境鐵路運輸 - 道路編號機制 | - 航空運輸 - 導航 - 航運 - 駕駛及車輪認證 - 鐵路運輸 - 道路編號機制 - 運輸安全 | - 民用航空 - 導航 |

英國運輸部則負責英格蘭的運輸政策及管理，而其他構成國的其對應部門分別是：
- 蘇格蘭：運輸大臣（英语：Cabinet Secretary for Transport）[7]
- 威爾斯：運輸（英语：Cabinet Secretary for Transport (Wales)）及北威爾斯（英语：Cabinet Secretary for North Wales）大臣[8]
- 北愛爾蘭：基礎建設部（英语：Department for Infrastructure (Northern Ireland)）[9]

## 部門方針

### 職責
- 為英國地方當局提供政策、指導和資金，幫助他們運作和維護道路網絡，改善客運和貨運交通，並制定新的主要交通計劃
- 透過英國高速公路公司投資、維護和營運英格蘭約4,300英里的高速公路和主幹道網絡
- 制定英格蘭和威爾斯鐵路行業的戰略方向——透過英國鐵路網公司為基礎設施投資提供資金、授予和管理鐵路特許經營權以及監管鐵路票價
- 透過資金和監管改善英國公車服務
- 努力透過推廣低碳交通（包括騎自行車和步行）減少道路擁塞和污染
- 鼓勵使用智慧票務和低碳汽車等新技術
- 保持運輸安全高標準
- 透過制定英格蘭和威爾斯港口的整體戰略和規劃政策來支持海事部門
- 制定國家航空政策，與航空公司、機場、民航局和英國空中運輸署合作

### 政策目標
英國運輸部共有三個政策目標：
- 透過按時、按預算加強交通網絡來發展經濟
- 改善交通使用者體驗，確保道路網絡安全、可靠、包容
- 透過應對氣候變遷減少對環境的影響，並透過交通脫碳改善空氣質量

## 大臣團隊
| 職位           | 職位                   | 大臣               |
| -------------- | ---------------------- | ------------------ |
| 運輸大臣       | 運輸大臣               | 艾凱迪 議員閣下    |
| 運輸部國務大臣 | 鐵路事務部長           | 彼得·亨迪勳爵 閣下 |
| 運輸政務次官   | 地區運輸事務部長       | 西蒙·萊特伍德 議員 |
| 運輸政務次官   | 道路未來事務部長       | 莉蓮·格林伍德 議員 |
| 運輸政務次官   | 航空海事及保安事務部長 | 麥克·凱恩 議員     |

## 下設部門及公營機構

### 非內閣部門
- 鐵路及道路辦公室（英语：Office of Rail and Road）

### 行政機構
英國運輸部為運輸界推出交通運輸戰略原則，從公共及私人組織包括以下政府行政機構運送：
- 英格蘭積極出行署（英语：Active Travel England） (ATE)
- 駕駛及車輛牌照局（英语：Driver and Vehicle Licensing Agency） (DVLA)
- 駕駛及車輛標準局（英语：Driver and Vehicle Standards Agency） (DVSA)
- 海事與海岸警衛署 (MCA)
- 車輛認證局（英语：Vehicle Certification Agency） (VCA)

### 公營機構
英國運輸部贊助以下公營機構：
- 英國運輸警察監管局（英语：British Transport Police Authority）
- 東西鐵路公司（英语：East West Railway）
- 2號高速鐵路有限公司
- 國家公路公司（英语：National Highways）
- 鐵路網公司
- 北部燈塔委員會（英语：Northern Lighthouse Board）
- 運輸乘客保障局（英语：Transport Focus）
- 三一樓燈塔署（英语：Trinity House）

### 審裁處
- 英國交通專員（英语：Traffic Commissioners for Great Britain）

### 公營企業
- 民用航空管理局
- 橫貫鐵路國際
- 運輸部鐵路營運商（英语：DfT Operator）
- 倫敦和大陸鐵路公司

### 其他
- 殘疾人士交通諮詢委員會（英语：Disabled Persons Transport Advisory Committee）

## 另見
- 英國市區交通管理及控制計畫（英语：Urban Traffic Management and Control）

## 資料來源
1. ↑   (PDF). London: HM Treasury. 2018: 24  [18 March 2019].
2. ↑  . Information Rights Unit, 外交、國協及發展事務部. 2024-01-20  [2025-01-22]. （原始内容存档于2025-01-22）.
3. ↑  . The National Digital Archive of Datasets. The National Archives. 2008-01-10  [13 August 2009]. （原始内容存档于25 October 2005）.
4. ↑  .   [2013-12-02]. （原始内容存档于2010-01-06）.
5. ↑  . www.legislation.gov.uk. Expert Participation.   [2025-01-17] （英语）.
6. ↑  .   [2013-12-02]. （原始内容存档于2009-12-07）.
7. ↑  . www.gov.scot.   [2025-01-17] （英语）.
8. ↑  . www.gov.wales.   [2025-01-17] （英语）.
9. ↑  . www.infrastructure-ni.gov.uk. 2025-01-17  [2025-01-17] （英语）.
10. ↑  . GOV.UK.   [2025-01-17] （英语）.
11. ↑  .   [2013-12-02]. （原始内容存档于2011-11-11）.

## 外部連結
- 英國運輸部官方網站